# Объёмный расход
Объёмный расхо́д — в гидравлике объём жидкости или газа, протекающей через поперечное сечение потока в единицу времени.
В океанографии объёмный расход океанических течений иногда выражают в свердрупах(международное обозначение Sv) — неметрической единице измерения расхода, 1 Sv равен 1 миллиону кубических метров в секунду. Названа в честь Харальда Свердрупа, норвежского океанографа.

## Определение
{\displaystyle Q={\frac {V}{t}}} или {\displaystyle Q=v\cdot S,}
где {\displaystyle Q} — объёмный расход жидкости или газа, м³/с;
{\displaystyle V} — объём жидкости или газа, проходящий через поперечное сечение потока за время {\displaystyle t,} м³;
{\displaystyle t} — время, за которое жидкость или газ объёмом {\displaystyle V} проходит через поперечное сечение потока, с;
{\displaystyle v} — скорость потока, м/с;
{\displaystyle S} — площадь поперечного сечения потока, м².
Выражение через массовый расход:
{\displaystyle Q={\frac {Q_{M}}{\rho }},}
где {\displaystyle \rho } — плотность вещества, кг/м³;
{\displaystyle Q_{M}} — массовый расход, кг/с.
При установившемся гидродинамическом течении расход жидкости — величина постоянная вдоль данной трубки тока.